# Adolphe Tabarant
Adolphe Tabarant, parfois aussi appelé André Tabarant, né le 8 octobre 1863 à La Possonnière (Maine-et-Loire) et mort le 4 août 1950 à Paris, est un journaliste, écrivain et critique d'art socialiste libertaire français. Il a écrit de nombreuses études sur les peintres impressionnistes.

## Écrivain engagé
Adolphe Henri Philippe Tabarant naît au village de l'Alleud, à La Possonnière, canton de Saint-Georges-sur-Loire, en Maine-et-Loire, le 8 octobre 1863. Cette commune à une vingtaine de kilomètres au sud-ouest d’Angers était alors un village de labours et de vignes. À l'époque où se construisait le pont de chemin de fer de l'Alleud au-dessus de la Loire, son père, prénommé comme lui Adolphe Henri Philippe, employé « sur les travaux publics », était alors âgé de trente-trois ans. Sa mère, née Marie Courault, en avait trente,.
Il entame une carrière de journaliste politique à La Revue socialiste en 1882, et publie en 1886 chez l’éditeur belge Kistemaeckers un « roman pathologique » Virus d’amour.
Exilé pour insoumission au service militaire, Adolphe Tabarant, résidant en Belgique, reçoit en 1886 un ordre officiel d’expulsion… mais il ne peut retourner en France parce que c’est le conseil de guerre qui l’attend. Il rejoint la Suisse avec sa femme et y connaît une misère noire.
De retour à Paris en juillet 1889, il assiste au Congrès socialiste international qui se tient dans la salle des Fantaisies parisiennes, rue Rochechouart à Paris. La même année, le 15 novembre 1889, il fonde le Club de l'Art social – qui tient ses réunions hebdomadaires à la Revue socialiste, 8 rue des Martyrs à Paris –  Pour Tabarant, « l'art social » s'oppose à « l'art pour l'art » considéré comme individualiste. Il y rencontre Léon Cladel, J.-H. Rosny aîné, Jean Ajalbert, Lucien Descaves, Camille Pissarro, Auguste Rodin, Jean Grave, Louise Michel, Henry Bérenger, Napoléon Roinard, Rodolphe Darzens, Benoît Malon... Ce Club ne vit que quelques mois et s’éteint en mai 1890.
Il écrit pour la Revue Moderne, un poème, véritable pamphlet, contre le très influent critique d’art conservateur Albert Wolff « figariste, balourd, dénué de goût mais pourvu d’une infernale autorité boulevardière ». Ce texte sera ultérieurement repris dans le recueil Peinture sous vers. Il se souviendra aussi, dans Peinture sous vers de personnages rencontrés au tournant du siècle : Van Gogh, « dos rond, descendant de Pigalle », Toulouse-Lautrec qui « sifflait des liqueurs bizarres, tout d’un trait », Gauguin dont il gardera « dans l’oreille le bruit de ses sabots claquant comme des castagnettes ».

Il s’essaye à l’adaptation en 5 actes du roman de Balzac, Le Père Goriot. Ce travail, à l’issue de représentations au Théâtre-Libre, se fera étriller par Félix Fénéon dans Le Chat noir du 31 octobre 1891. 
« Au mépris des droits de la tombe, contraindre Balzac à une collaboration, comme fait M. Adolphe Tabarant, c’est peu révérencieux. Mais, du moins, pouvait-on penser qu’un tel escaladeur de cimetières littéraires garderait cette belle hardiesse et ne voudrait voir, dans l’épisode de roman dont il s’emparait, que matière première à repétrir à sa guise en vue d’une œuvre dramatique ayant sa beauté propre et donnât, par d’autres artifices, l’équivalent de l’original. Point.  »
Toutes ses velléités de nouvelles adaptations théâtrales cesseront dès ce jour.
En 1891, sous le pseudonyme de Jean Gorsas, il publie, Talleyrand : Mémoires, lettres inédites et papiers secrets, chez Albert Savine.
Le 17 octobre 1891, Adolphe Tabarant raconte dans Le Figaro qu’une pièce a été jouée dans un appartement de Ménilmontant, par trois compagnons amateurs, devant un auditoire d’anarchistes :
« J’ai vu quelque chose de beau et d’informe, une pièce écrite à la diable, apprise à la diable, mais belle de force et de grandeur dans son rudiment d’esthétique. On sourira de cette représentation dans une alcôve, devant un si exotique auditoire  »
On ne veut pas révéler au journaliste l’identité de l’auteur. Il apprend tout de même que ce dernier était tourneur sur bois, consacrait tous ses loisirs à l’étude, écrivait anonymement pour les journaux anarchistes, était mort à 22 ans de phtisie.
Collaborateur à L’Endehors, hebdomadaire libertaire fondé par Zo d'Axa, il est un des premiers souscripteurs à la campagne de dons lancée par le journal, en faveur de Ravachol. Il fait suivre son don de la mention « en protestation contre la lâcheté de l’individu Lhérot » et continue son attaque dans un papier dans l'Endehors : « Un nom vomi avec dégoût par toutes les bouches honnêtes et libres, un nom qu’on ne soufflettera jamais assez, digne de rester au dictionnaire des lâchetés bourgeoises comme un synonyme de trahison applaudie, de mouchardise érigée en devoir… ». Il reste un fidèle ami de Zo d'Axa et, quand celui-ci est contraint à l'exil, il héberge son chien, Ritch, chez lui à Conflans. En juillet 1892, il relate pour L’Endehors, l’attente de l’exécution de Ravachol à Montbrison comme s’il y était, alors qu’il ne quitta jamais Paris. C’est Louise Michel qui sur place commente pour ce même journal  cette exécution.
Toujours dans le domaine journalistique, il tente une brève expérience (1891 - 1892) de création d'Agence de presse, « Correspondance de la presse départementale » dont la vocation est de fournir à prix réduits des articles et des chroniques de jeunes. L'agence est montée avec François de Nion, et Adolphe Tabarant avance comme collaborateurs les noms de Jean Ajalbert, Paul Adam, Henry Fèvre, Émile Goudeau.
En 1893, il publie, à l’enseigne de la Librairie socialiste, 51, rue Saint-Sauveur à Paris, le Petit catéchisme socialiste, dédié à Alfred Defuisseaux auteur du Catéchisme du peuple. Ce manuel rencontre immédiatement un gros succès. Le prix de vente était de 10 centimes. Les éditions Stock le reprennent à leur catalogue avec un premier tirage de 10 000 exemplaires. Cette nouvelle édition est dédiée à Jules Guesde et Jean Jaurès. C’est au total 610 000 exemplaires de cette plaquette qui seront vendus jusqu’en 1938.
1893 est aussi l’année de la parution de son deuxième roman L’Aube, reconstitution des débuts de la Révolution de 1789, chez Charpentier & Fasquelle, qu’il dédie à Edmond de Goncourt. Lors de sa réédition, en 1938, Tabarant se souvient et raconte : « Tiré à 2000 exemplaires… C’est dédié à Goncourt, c’est Zola qui a porté le manuscrit à Charpentier, et je garde un souvenir ému à Alphonse Daudet qui fut un des plus cordiaux patrons du livre ». Il a en tête à cette époque l’écriture d’un autre roman, L’Inconnaissable et d’un volume de critique, Les Femmes de Zola. Ses éditeurs annoncent également une nouvelle collection, La grande enquête, destinée à recueillir sous une forme romanesque « un vaste inventaire de la Société actuelle, et de dégager les au-delà sociaux ». Tabarant est le premier nommé sur la liste avec un volume à paraître pour l’année 1894. Ce projet, dont la forme d’écriture a séduit Tabarant, se révèle sans suite mais bien des années plus tard, il livrera quelques titres répondant aux critères fixés par Charpentier & Fasquelle. Le 21 juin 1893, il participe au déjeuner offert en l’honneur de Zola par l’éditeur Charpentier & Fasquelle au Chalet des Îles, au Bois de Boulogne. Il s’agit de célébrer l’achèvement du cycle des Rougon-Macquart. Tabarant portera un toast, Yvette Guilbert y chantera.

Le 9 décembre 1893, l’anarchiste Vaillant lance une bombe dans la Chambre des députés. Laurent Tailhade, « floriculteur mystique » dixit Le Petit Bottin des lettres et des arts, manifestera son admiration avec ces mots : « Qu’importent les victimes si le geste est beau ». À ces mots, Tabarant dans La Petite République répondra : 
«  Un raté de la littérature symboliste, venu de l’anarchie par suite de constipation cérébrale, s’est, au dessert d’un banquet de La Plume, réjoui publiquement de l’acte d’un fou, qui indigne et attriste aujourd’hui l’entière opinion publique. Entre poire et fromage, M. Laurent Tailhade s’est avisé de ceci : que le geste de Vaillant, lançant une bombe était un geste beau. Et ce constipé qui jadis, écrivit cette autobiographie : Au pays du mufle, a daigné prétendre, en grattant le derme de son fromage et en crachant son zeste de poire, que « peu importe la mort des vagues humanités si par elle s’affirme l’individu ». »
Il advint un duel, affaire courante à l’époque, réglé au pistolet le 14 décembre 1893. Les témoins de Tailhade étaient Alfred Valette et Robert Scheffer, ceux de Tabarant, Henri Turot et Duc-Quercy. Les coups de feu tirés, aucun des protagonistes n'est atteint, ils repartent réconciliés. Tailhade, un peu plus tard, préfacera un ouvrage de Tabarant, Quelques visages de ce temps-ci, dans lequel il relate leurs démêlés passés.
Dans une nouvelle édition du Petit catéchisme socialiste, l’éditeur joint une prière d’insérer : « M. Adolphe Tabarant, qui se plaît à être, tour à tour, un littérateur affiné et un socialiste audacieux, continue la série de ses brochures de propagande, commencée par Le petit catéchisme socialiste, qui fit grand tapage l’an dernier, en publiant un Catéchisme socialiste du paysan… », illustrée par Steinlen.
Voisin à Montmartre de Paul Alexis, dont le pseudonyme pour Le Cri du peuple est Trublot, ils partagent un pavillon du Château des brouillards, 13 rue Girardon, « perché sur le maquis dans un nid de verdure, tout au faîte de ce Montmartre aux flancs gaillards », où logera ultérieurement Auguste Renoir. Lorsque Georges Renard, avec qui il était fâché, prend la direction de la Revue socialiste(1894), Tabarant met un terme à sa collaboration. Il devient rédacteur à la Revue de l’Époque, il sollicite des collaborations et se flatte d’avoir déjà obtenu celles de J.-H. Rosny, Jean Ajalbert, Geffroy, J. Case.
Le 16 décembre 1894, il écrit un premier article à propos de Maximilien Luce dans La République française. Il prend alors la direction de La Revue de l’Époque. Jean Ajalbert, avocat, proche des milieux impressionnistes, lui suggère de solliciter de certains jeunes auteurs, tels Gustave Coquiot ou Pol Neveux, des articles de critique. D’autres, plus installés, comme Gustave Geffroy, répondent bien volontiers à ses sollicitations. Frantz Jourdain, lui confie un article sur l’École des Beaux-Arts.
Le 24 décembre 1895, on le retrouve au sommaire de La Renaissance en compagnie de Zo d'Axa, Fénéon, Paul Adam, coauteur du Petit Bottin des lettres & des arts, Laurent Tailhade, Charles Malato, Charles Vignier. Il signe dans L’Aurore du 17 janvier 1898, la pétition pour la révision du procès d’Alfred Dreyfus, Dans une collection de Petites brochures d’enseignement et de combat socialiste il publie une plaquette intitulée Socialisme et antisémitisme, attaque en règle des thèses d’Édouard Drumont. Dans cette même collection, « le citoyen Tabarant » devait publier Les bases rigides du socialisme et un ouvrage de 500 pages in-18, Le Socialisme. Il est écrit que « cet ouvrage doit être considéré comme le plus grand effort qu’ait tenté jusqu’à présent le citoyen Tabarant ». Mais rien de tout cela ne parait.
Sous le pseudonyme de Masque Rouge, il signe des articles dans le quotidien anticlérical L’Action, fondé le 29 mars 1903 et participe, le 1er avril 1904 à la manifestation « Ni dieu ni maître » et au banquet, qui s’ensuit, où se retrouvent les rédacteurs de L’Action ainsi que Jean Ajalbert, Gustave Geffroy…
Le 1er décembre 1912, il collabore à La Plume, nouvelle manière, ressuscitée par René Le Gentil.
Le 24 décembre 1916, il fonde avec le dessinateur Joseph Siret, un hebdomadaire satirique, La Griffe.
Son nom apparaît au sommaire de la revue de Louis Vauxcelles Le Carnet des artistes créée le 1er février 1917. Il collabore, à partir du 1er juin 1917, au quotidien Le Pays fondé par le radical Albert Dubarry.
Dans sa plaquette sur L’Anarchie littéraire Anatole Baju classe Tabarant parmi les socialistes « d’origine décadente, symboliste, romantique ou naturaliste, en compagnie de Jules Guesde, Paul Lafargue, Rodolphe Darzens, etc. »

## Critique d'art

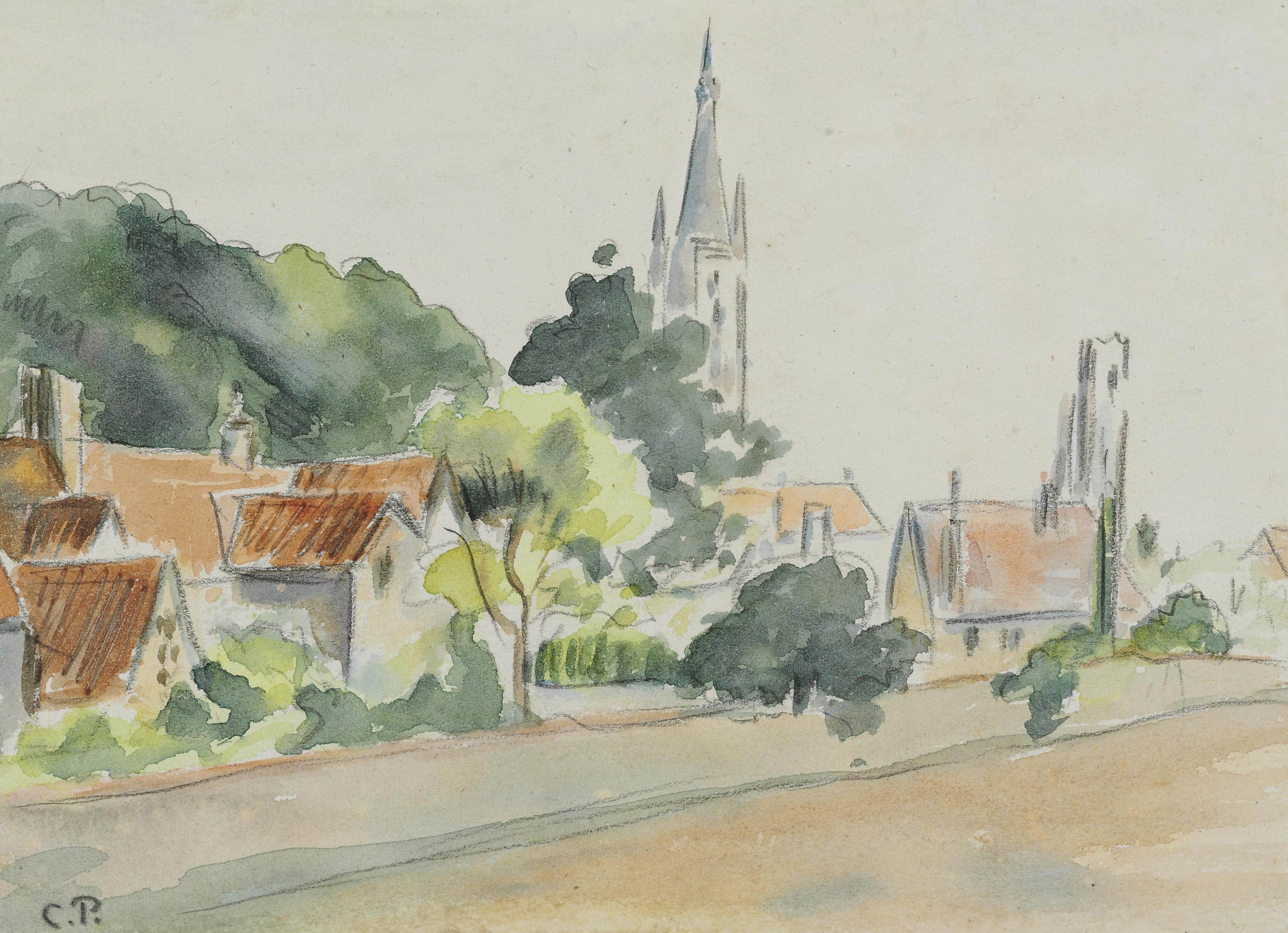
All Saints' Church, Beulah Hill, aquarelle de Camille Pissarro offerte par son fils Lucien à Tabarant en 1930 (vente Sotheby's Londres du 20 mars 2003).

Parallèlement à son engagement politique, Tabarant continue à s'intéresser à l'art.
Il est considéré comme l'un des premiers historiens de l'impressionnisme.
Pour le « clou » de l’exposition de 1900, il envisage « la reconstruction du Palais de l’Exposition de 1796, sous François de Neufchâteau, avec ses 104 exposants » – reconstitution dans laquelle il a été aidé par les plans et les dessins de Verniquet et qu’il a trouvés à Genève et qu’il veut compléter par des exposants et des exposantes en costume du temps.
En 1898, il signe la préface du catalogue d’exposition de tableaux d’Eugène Murer.
À partir du n° 3 du 1er février 1921, il devient rédacteur au Bulletin de la vie artistique, dirigé par Félix Fénéon, pour la Galerie Bernheim-Jeune. On retrouve sa signature au bas d’articles consacrés aux ventes publiques, à des entretiens avec des critiques (tel Théodore Duret), à des visites de galeries…
Paul Signac n’omet pas d’envoyer à son ami Tabarant la nouvelle édition de son D’Eugène Delacroix au néo-impressionnisme.
Le 12 mai 1923, il préface le catalogue « Peintures et aquarelles du peintre français Maurice de Vlaminck » (Galerie du Centaure, Bruxelles). Le 16 juillet 1924, décède le peintre Marius Borgeaud qui venait d’exposer en février à la galerie Rodrigues-Henriques, au 2e Salon des Tuileries et à l’Exposition nationale de Nantes. Sur sa tombe, au cimetière des Batignolles, Tabarant prononce son éloge funèbre.
Sa proximité avec Camille Pissarro depuis les années 1889-1890, les correspondances, les témoignages de sa famille, la fréquentation d’Eugène Murer et la compulsion de ses archives, l’ont conduit à écrire pour Rieder une biographie illustrée du peintre, ce texte sera repris et traduit en anglais pour John Lane à Londres en 1925, puis aux États-Unis par Dodd & Mead la même année. En 1926, il publie une volumineuse monographie consacrée à Utrillo chez Bernheim-Jeune, pour laquelle l’auteur avait vainement tenté d’obtenir de l’artiste un autoportrait destiné à l’illustrer.
Il écrit quelques préfaces ou introductions à des catalogues d’exposition sur Pissarro, Piette, Luce, Botini…
Il collabore au quotidien L'Œuvre sous le pseudonyme de « L’Imagier » pour des articles critiques entre autres sur Camille Pissarro et Alfred Sisley en mars 1930 : De Pissarro à Sisley. À noter qu'il continue de publier dans ce quotidien pendant la période collaborationniste du quotidien, entre 1941 et 1944.
Il est à l’initiative, dès mai 1929, de l’exposition Camille Pissarro organisée à l’occasion du centenaire de l’artiste au musée de l'Orangerie en février-mars 1930. Une riche correspondance s’établit entre Adolphe Tabarant et les fils du peintre, Lucien, Ludovic, Georges Manzana-Pissarro et Paul-Émile Pissarro. Il devient secrétaire général du comité d’organisation de cette exposition, comité qui comporte de nombreux peintres, galeristes ou critiques : Arsène Alexandre, Josse et Gaston Bernheim-jeune, Durand-Ruel, Frantz Jourdain, Gustave Kahn, Maximilien Luce, Paul Rosenberg, Paul Signac, Louis Vauxcelles, Ambroise Vollard, les fils de Camille Pissarro, M. Alexandre Bonin (père de Claude Bonin-Pissarro)… Il préface le catalogue de l’exposition qui pour lui « est, en fait, la première consécration officielle de l’Impressionnisme ». Outre ce travail, il aura contribué à collecter de nombreuses pièces pour cette exposition, tant auprès de particuliers que de la famille. Ce sont 146 peintures, 30 gouaches, 14 pastels, 5 aquarelles, 8 dessins et 80 épreuves d’eaux fortes, offertes au musée national du Luxembourg par Camille Pissarro, qui seront présentés au public. Le succès de l’exposition est tel qu’il faut en prolonger la durée.
Souvent sollicité pour donner des conférences, il présente le 9 septembre 1930, « L’Hôtel Drouot, temple de l’Art et de la brocante »[Où ?], puis la même année pour Radio-Paris, une conférence intitulée « Le Salon d'automne ». Le 15 décembre 1931, il chronique l’exposition au Cercle japonais, « Les Artistes japonais de Paris ».
Après le livre d’Antonin Proust sur Manet, les travaux de Tabarant consacrés à cet artiste clé restent une mine d’informations pour les chercheurs. L’œuvre monumentale que constitue son Histoire catalographique de Manet paraît aux éditions Aubier-Montaigne en 1931. Cet ouvrage a ceci d’intéressant que les œuvres sont décrites, mais aucune n'est reproduite photographiquement et constitue bien une première tentative de catalogue raisonné. Sont ainsi analysées 419 peintures, 85 pastels, et 114 aquarelles. Il y écrit renoncer « pour le moment à cataloguer les dessins ». Il est membre du comité de presse à l’occasion de l’exposition Manet au musée de l’Orangerie de 1932. Là ne s’arrêteront pas ses recherches sur Manet, il les fait suivre quelques années plus tard, en 1935, d’une publication au Mercure de France de lettres écrites par Manet à sa femme pendant le siège de Paris en 1871. Ces trente missives inédites proviennent de sa collection personnelle et feront l’objet d’un tiré-à-part. Il publie également chez Gallimard en 1947 Manet et ses œuvres.
Sa position centrale dans le milieu de l’art fait qu’il est souvent sollicité pour être l’intermédiaire entre vendeur et marchand de tableau. Il est approché autant par les galeries que par des particuliers. Il est membre du Comité de presse pour l’exposition Cézanne à l’Orangerie en 1936.
Toujours en 1936, est publiée la somme d’un travail de près de 40 ans, Le vrai visage de Rétif de la Bretonne. « Je connais mon Rétif, son âme et sa peau » comme il l’écrit dans sa préface, et son but est bien d’« aller droit à Rétif. Je vais le mettre à nu sans précautions de décence. Je n’ai pas peur des mots ; l’incongruité des faits n’est pas pour m’émouvoir ». Il avait déjà rendu hommage à Rétif en participant en décembre 1934 à l’exposition du musée Carnavalet.

Lors de son interview en 1938 par Georges Girard, qui lui rend visite pour Les Nouvelles littéraires, celui-ci remarque : 
« Les portes sont ouvertes, et du bureau où il me reçoit, je vois en enfilade l’entrée et la salle à manger. Or je serais bien incapable de dire la couleur du papier de ces trois pièces. Des plinthes aux corniches, les cadres s’emboîtent. Et cet appartement devient ainsi le plus extraordinaire musée moderne que l’on puisse rêver, car les toiles sont simplement signées : Manet, Renoir, Lautrec, Van Gogh, Gauguin, Degas, Signac, Pissarro, Vlaminck, Utrillo, Valadon, j’en passe et j’en oublie. Avouez qu’on serait distrait à moins… Derrière moi, à terre, faisant écran à la cheminée, L’abside et le presbytère, un des plus beaux Utrillo ; j’en ai le souffle coupé.  »
Au Petit-Palais, hors des limites de l'Exposition, se déroule de juin à octobre 1937 une exposition consacrée aux Maîtres de l'Art Indépendant (1895-1937). « Le comité de sélection des œuvres est relativement libéral : Despiau comme vice-président du groupe, Bouchard, président de la classe 28 (sculpture), auquel sont joints les sculpteurs Lamourdedieu, Dejean, Valette, Guyot et le critique d'art Adolphe Tabarant. »
Son amie Suzanne Valadon meurt d’une congestion cérébrale le 7 avril 1938 à Paris. Il prononce une allocution devant l’église Saint-Pierre de Montmartre à l’occasion de ses obsèques, le lendemain. D’autres amis prononcèrent des discours : Francis Carco, Édouard Herriot et André Salmon. Il avait consacré quelques articles à son travail, dont un paru dans L’Œuvre en décembre 1921.
En février 1939, pour le centenaire de la naissance de Cézanne, il préface le catalogue de l’exposition organisée chez Paul Rosenberg au profit de l’œuvre de l’allaitement maternel. Dans le catalogue de l'exposition « M. Utrillo, œuvres de 1905 à 1943 », à la galerie O. Pétridès à Paris en mars-avril 1944, il écrit un important texte sur la vie et la carrière d'Utrillo : En marge d'une rétrospective.
Il est consulté, en 1947, par Jean Paulhan, pour l’établissement des Œuvres de Félix Fénéon publié aux éditions Gallimard l'année suivante.
Adolphe Tabarant meurt à Paris, dans le XVIIe arrondissement, le 4 août 1950.

## Publications
- 1886 : Virus d'amour
- 1893 : Le petit Catéchisme socialiste
- 1893 : L'Aube
- 1909 : Quelques visages de ce temps-ci, préface de Laurent Tailhade
- 1924 : Pissarro
- 1926 : Utrillo
- 1928 : Maximilien Luce, Éditions G. Crès
- 1930 : Les Manet de la collection Havemeyer : La Renaissance de l'art français, Paris, 1930, XIII éd.
- 1929 : Peinture sous vers
- 1931 : Manet : histoire catalographique
- 1936 : Le vrai Visage de Rétif de la Bretonne
- 1942 : La Vie artistique au temps de Baudelaire (1840-1867)
- 1947 : Manet et ses œuvres, Paris, Gallimard, 1947, 600 p.